# Éric Lucas
Éric Lucas est un boxeur professionnel québécois né le 29 mai 1971. Il fut champion du monde poids super-moyens WBC de 2001 à 2003.

## Carrière professionnelle
Après avoir compilé un dossier chez les boxeurs amateurs de 65 victoires et 19 défaites, le boxeur de Sainte-Julie, sur la Rive-Sud de Montréal, commence sa carrière professionnelle le 17 décembre 1991 à Jonquière avec une victoire face à Errol Brown.
Au cours de ses années chez les professionnels, dans la catégorie des super moyens, il aura affronté des boxeurs très puissants, dont le français Fabrice Tiozzo et l'américain Roy Jones Jr. et deviendra également champion du monde chez les super moyens.
Lucas est demeuré invaincu à ses 19 premières décisions en carrière conservant alors une fiche de 17 victoires, aucune défaite et 2 combats nuls. Il subira sa première défaite le 1er août 1995 face à Bryant Bannon après presque quatre années chez les professionnels.

### Champion du monde
Cependant, c'est le 10 juillet 2001 qu'il obtiendra son heure de gloire. Au Centre Molson de Montréal, il vient à bout de Glenn Catley pour ainsi devenir le champion du monde de la WBC chez les super-moyens. Il s'agissait d'une belle vengeance pour Lucas car il avait été battu par Catley en décembre 1999.
Il conservera ce titre pendant presque deux ans, le défendant victorieusement à trois reprises jusqu'au 5 avril 2003. En Allemagne, il affronte l'aspirant numéro 1 Markus Beyer. Ce dernier remportera le combat à la surprise générale. Plusieurs amateurs de boxe et l'entourage de Éric Lucas critiqueront cette décision des juges et d'autres crieront au vol. Malgré cela, rien n'y fera et Lucas perdra son titre.

### Un retour après une courte retraite
Il tentera de reconquérir le titre en affrontant en premier lieu l'australien Danny Green le 20 décembre 2003. Une semaine avant le combat, des enregistrements audio et vidéo captés pendant la séance de sparring publique témoignent d'une sérieuse blessure interne sur le côté du corps. L'australien prend finalement la mesure de Lucas et le défait par mise hors de combat. Lucas entre alors en très longue réflexion quant au reste de sa carrière.
Après une année de réflexion pendant laquelle il prend d'ailleurs les commandes du groupe InterBox qu'il sauve de la faillite, Lucas revient sur le ring le 3 décembre 2004 face à Tony Menefee. Grâce à une victoire, il peut espérer le titre laissé vacant du champion continental des Amériques chez les super moyens. Le 18 mars 2005, il est opposé à James Crawford et remporte un nouveau titre par décision unanime des juges.
Ce n'est que dix mois plus tard, le 14 janvier 2006, qu'il pourra aspirer de nouveau au titre de champion du monde. Face au champion WBA des super-moyens, le danois Mikkel Kessler, jusque-là invaincu, il tente de conquérir à nouveau un titre mondial. Cependant, le Danois est trop puissant et Lucas abandonne après dix rounds.
Le 18 août 2009, Eric annonce son retour sur les rings. Il affronte le 5 décembre au centre Bell de Montréal le modeste Ramon Pedro Moyabo qu'il bat par KO à la 4e reprise puis annonce qu'il aimerait affronter des boxeurs québécois comme Sébastien Demers. Le 28 mai 2010, il affronte Librado Andrade à Québec. Il est forcé d'abandonner après le huitième round en raison d'une profonde coupure à l'œil gauche.

### Titres remportés
- Champion du monde WBC des super-moyens (2001-2003)
- Champion WBC International 1998-2000
- Champion continental des Amériques de la WBC des super-moyens 1998-2000
- Champion continental des Amériques de la WBC des mi-lourds 1994-1995
- Champion canadien des mi-lourds depuis 1994
- Champion canadien des super moyens 1993-1994

## Après carrière
Éric Lucas a été à la tête de groupe InterBox et également copropriétaire des restaurants La Cage aux Sports de Sherbrooke et Granby.